# Bahnstrecke Christinehamn–Sjöändan
| Gedenkstein im Vågparken in Kristinehamn |         |               |               |
| Streckenlänge: | 10,7 km |               |               |
| Spurweite: | 1099 mm |               |               |
| |         |               |               |
| \| \| 0,0 \| Sjöändan \| Sjöändan \| \| \| 1,8 \| Sandköping \| Sandköping \| \| \| \| Spjutbäcken \| \| \| \| \| Morups hage \| \| \| \| 10,7 \| Christinehamn \| Christinehamn \| |         |               |               |
| Kopfbahnhof Streckenanfang (Strecke außer Betrieb) | 0,0     | Sjöändan      | Sjöändan      |
| Dienststation / Betriebs- oder Güterbahnhof (Strecke außer Betrieb) | 1,8     | Sandköping    | Sandköping    |
| Dienststation / Betriebs- oder Güterbahnhof (Strecke außer Betrieb) |         | Spjutbäcken   | Spjutbäcken   |
| Dienststation / Betriebs- oder Güterbahnhof (Strecke außer Betrieb) |         | Morups hage   | Morups hage   |
| Kopfbahnhof Streckenende (Strecke außer Betrieb) | 10,7    | Christinehamn | Christinehamn |

Die Bahnstrecke Christinehamn–Sjöändan war nach der Errichtung der Bahnstrecke Fryksta–Lyckan 1849 die zweite in Schweden gebaute Eisenbahnstrecke. Die als Pferdebahn ausgeführte Schmalspurbahn mit der Spurweite von 1099 mm verband den Bergslagskanalen mit dem Hafen von Kristinehamn.

## Geschichte
Mit dem Bau der Bahnstrecke wurde 1849 begonnen, 1850 nahm man sie in Betrieb. Damit ergab sich die Möglichkeit, Eisenerz vom Umladeplatz in Sjöänden am südlichen Ende des in den Filipstads Bergslags Kanal und Norsbäcks Kanal integrierten Bergsjön nach Kristinehamn zu transportieren und von dort weiter über den Vänern oder auf dem Seeweg zu verschiffen.
Die in Sjöändan beginnenden Strecke führte 1,8 km lang bergauf bis Sandköping. Die Wagen wurden von Pferden nach oben gezogen. Dort übernahmen Bremser die beladenen Wagen und ließen sie die neun Kilometer lange Strecke zum Hafen in Kristinehamn ablaufen. Die entleerten Wagen wurden über den mit Ausweichstellen versehenen längeren Streckenteil entweder leer oder mit anderen Handelsgütern beladen wieder mit Pferden bis Sandköping gebracht.
1858 erwarb die Betreibergesellschaft zwei Dampflokomotiven und 1864 bestand der Fahrzeugpark aus drei Dampflokomotiven, 49 Güterwagen und sechs Personenwagen. Sieben Zugpaare am Tag waren die Regel, zwei davon führten Personenwagen mit. In Sjöändan bestand täglich Anschluss an das Passagier- und Schleppboot Franz von Schéele aus Filipstad.
Insgesamt wurden folgende Dampflokomotiven beschafft:
| Nummer | Name          | Bauart    | Achsfolge | Hersteller                               | Fabr.-Nr./ Baujahr | Besonderes |
| ------ | ------------- | --------- | --------- | ---------------------------------------- | ------------------ | --- |
| 1      | SJÖÄNDEN      | Tenderlok | C t       | Munktells Mekaniska Verkstad, Eskilstuna | 7 1857             | |
| 2      | CHRISTINEHAMN | Tenderlok | C t       | Munktells Mekanisk Verkstad, Eskilstuna  | 8 1858             | |
| 3      | VAULUNDER     | Tenderlok | C t       | Kristinehamns Mekaniska Verkstad         | 1 1867             | 1873 an Köping–Uttersbergs Järnvägsaktiebolag für die Bahnstrecke Köping–Uttersberg–Riddarhyttan, dort Nr. 4 – HEDSTRÖMMEN |

Für den Unterhalt von Strecke und Fahrzeugen war die Kristinehamns Mekaniska Verkstad zuständig.
1873 kaufte die Östra Värmlands järnvägsaktiebolag die Schmalspurstrecke und integrierte sie in ihr Normalspurnetz.